# Nadia Zakamska
Nadia Zakamska (1979) es una astrónoma ruso-estadounidense, profesora asistente en la Universidad Johns Hopkins.

## Educación y primeros años
Zakamska se graduó con honores del Instituto de Física y Tecnología de Moscú con el grado en física teórica en 2001. Acudió a la Universidad de Princeton para su doctorado, el cual recibió en 2005.

## Carrera
La investigación de Zakamska implica el trabajo de múltiples longitudes de onda de cuásares tipo II. También estudia los agujeros negros supermasivos y su papel en la formación de galaxias.  Además, estudia planetas extrasolares y astronomía extragaláctica. 

## Premios
Zakamska recibió la beca de investigación Sloan. En 2014,recibió el Premio Newton Lacy Pierce en Astronomía de la Sociedad Astronómica americana, el cual está otorgado para reconocer al menos cinco años de logros sobresalientes en la investigación astronómica observacional. 

## Obra

### Algunas publicaciones
- Zakamska, Nadia L.; Hamann, Fred; Pâris, Isabelle; Brandt, W. N.; Greene, Jenny E.; Strauss, Michael Un.; Villforth, Carolin; Wylezalek, Dominika; Alexandroff, Rachael M. (2016-07-01). "Descubrimiento de extremo [O iii]λ5007 Å outflows en alto-redshift quásares rojos". Avisos mensuales de la Sociedad Astronómica Real 459 (3): 3144–3160. doi:10.1093/mnras/stw718. ISSN 0035-8711.
- Zakamska, Nadia L.; Lampayan, Kelly; Petric, Andreea; Dicken, Daniel; Greene, Jenny E.; Heckman, Timothy M.; Hickox, Ryan C.; Ho, Luis C.; Krolik, Julian H. (2016-02-01). "Formación de estrella en anfitriones de quásar y el origen de emisión radiofónica en radiofónico-quásares tranquilos". Avisos mensuales de la Sociedad Astronómica Real 455 (4): 4191@–4211. doi:10.1093/mnras/stv2571. ISSN 0035-8711.